# Marden (Wiltshire)
Marden è un piccolo villaggio e una parrocchia civile della contea del Wiltshire che si trova a circa 6 miglia a sud della città di mercato di Devizes nella parte settentrionale della pianura di Salisbury nel Sud Ovest dell'Inghilterra, Regno Unito. 

## Geografia fisica

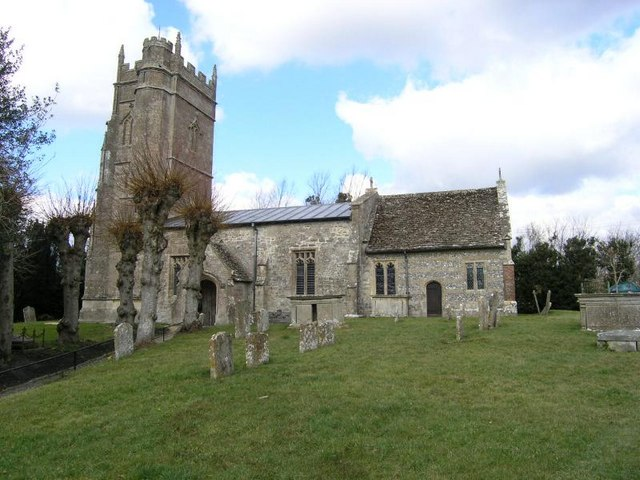
Chiesa di Tutti i Santi

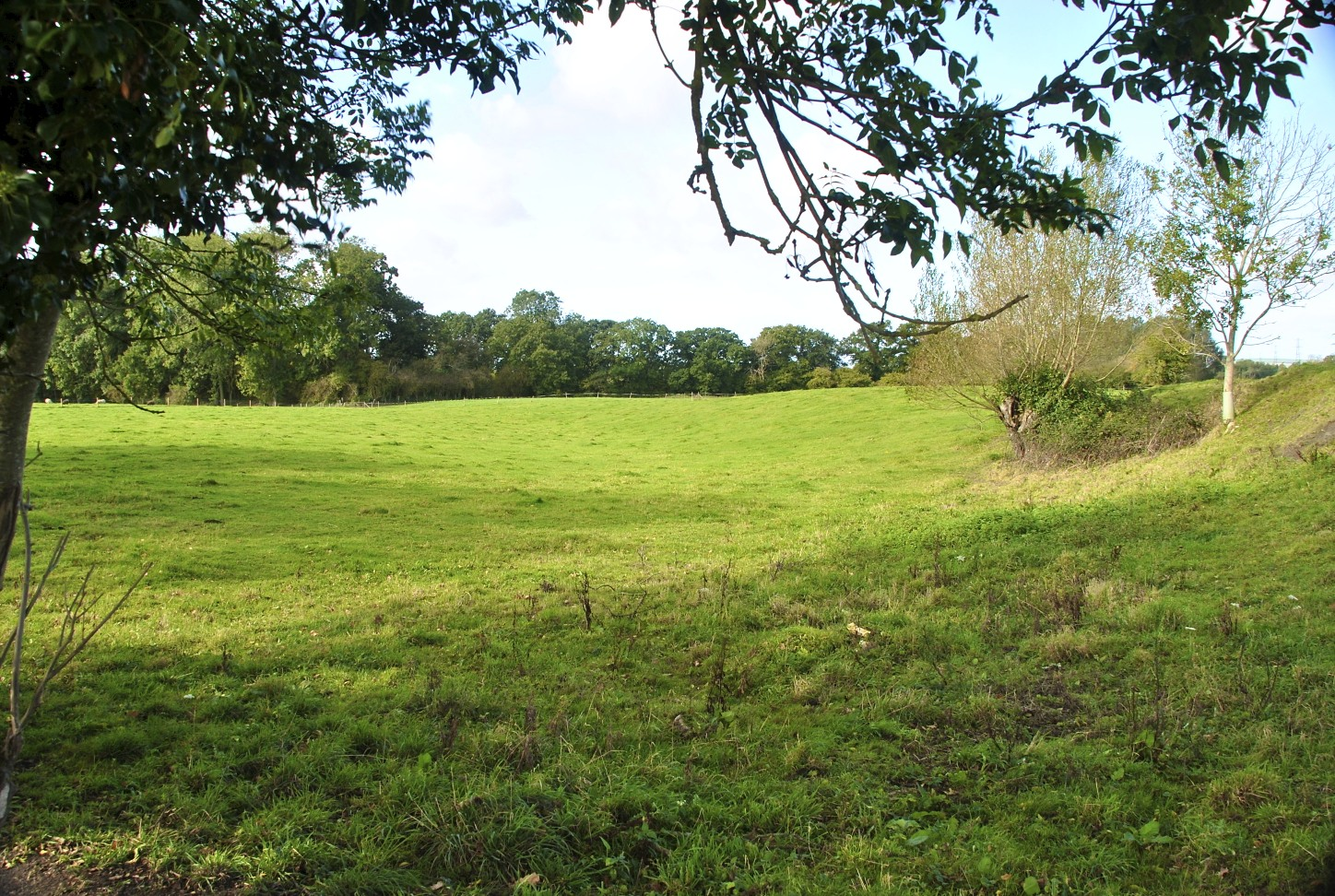
Territorio del sito di Marden Henge

Il territorio della parrocchia civile di Marden occupa una superficie di 5.515 km² con un livello medio sul mare di 119 metri e si trova nella valle di Pewsey a sud-est di Devizes. Si tratta di un'area lunga e stretta, tipica di quelle che si estendono sulla scarpata settentrionale della pianura di Salisbury ed è larga quasi un miglio vicino a Marden Cowbag sulla scarpata. Il fiume Avon forma il suo confine settentrionale e dal fiume il terreno sale gradualmente verso sud per 3 miglia, attraversa terreni erbosi, sale per la scarpata fino alla cresta delle colline. Dalla cresta il terreno scende dolcemente su un tratto di colline lungo un miglio noto come Marden Down. Il villaggio si trova vicino al fiume a nord della parrocchia lungo una strada secondaria nota per parte del suo corso come Marden Street.
L'estremo nord della parrocchia si trova sui terreni alluvionali del letto dell'Avon. Verso sud il terreno si solleva quasi impercettibilmente attraverso il bordo della valle di sabbia verde, che si trova a ovest di Marden Street, e il letto di River and Valley Gravel, che si trova a est. Nel 1970 questi terreni bassi erano occupati da ricchi pascoli, alcuni dei quali erano usati come marcite fino all'inizio del XX secolo. A sud del villaggio il terreno si solleva dolcemente attraverso il Lower Chalk e all'incrocio tra il Lower Chalk e il Middle Chalk si raggiunge un'altezza di 400 piedi. I campi un tempo aperti si trovano sulla terrazza di gesso relativamente pianeggiante e vi sono ancora grandi campi arabili non recintati, riparati in una certa misura dalla scarpata della pianura, caratterizzavano ancora la zona nel 1970. A Marden Cowbag il Middle e l'Upper Chalk si innalzano ripidamente in successione per formare parte della scarpata rivolta a nord della pianura di Salisbury, che si alza a oltre 600 piedi. A sud della cresta le colline scendono attraverso il Clay-with-flints e il Middle Chalk fino a meno di 500 piedi. Qui un ruscello, che anticamente scorreva verso est per unirsi al fiume Avon a nord di Enford, ha scavato una valle poco profonda, che è diventata asciutta, attraverso il Clay-with-flints. La strada principale tra Devizes e Upavon attraversa la parrocchia da ovest a est e la Ridge Way attraversa il sud della parrocchia lungo la cresta delle colline. Una strada secondaria conduce verso nord dalla strada Devizes attraverso il villaggio fino a Beechingstoke e all'ingresso del villaggio una stradina si dirama verso ovest fino a Chirton.

## Storia
Vi sono molte evidenze di insediamenti preistorici poiché sono state trovate prove di un insediamento della prima età del ferro nell'angolo nord-orientale della parrocchia. Un fossato di data sconosciuta, chiamato localmente il fossato lungo, corre verso est lungo la valle su Marden Down. Un altro piccolo terrapieno univallato, di difficile datazione, si trova a sud. Marden è sempre stato un piccolo centro e attorno al XIV secolo contribuiva in modo limitato con le sue tasse a Swanborough. Oltre alle strade principali che ci sono pervenute vi erano in passato altre vie di comunicazione che servivano la parrocchia tra la fine del XVIII secolo e l'inizio del XIX secolo. Due di queste in particolare fornivano un accesso più diretto ai villaggi vicini. Una continuazione verso est della stradina Chirton-Marden, conduceva verso est a Wilsford, mentre l'altra correva a nord della casa chiamata Grange verso ovest fino a Chirton Street, entrando nel villaggio vicino alla chiesa. I sentieri, due dei quali all'inizio del XIX secolo si chiamavano Hinder Way e Acre Ditch, cessarono di essere utilizzati dopo che il Dipartimento della Guerra acquistò Marden Down nel 1898.

## Monumenti e luoghi d'interesse
Ci sono numerosi edifici storici e altri siti d'interesse nel territorio di Marston Maisey, il più importante è la sua chiesa.
- Chiesa di Tutti i Santi (in inglese Church of All Saints). La chiesa parrocchiale anglicana risale al XII secolo. Il luogo di culto appartiene alla diocesi di Salisbury e dal 19 marzo 1962 è considerata un monumento classificato di primo grado per il suo particolare interesse storico e architettonico.[9][10][11]
- Marden Henge. Noto anche come Hatfield Earthworks, è il più grande recinto neolitico scoperto nel Regno Unito. Il monumento si trova a nord-est del villaggio di Marden.[12]

## Geografia antropica

### Urbanistica
Il nucleo del villaggio si raggruppa attorno alla chiesa, che sorge su un terreno leggermente più elevato all'estremità nord-occidentale di Marden Street. Cob's Lane, menzionata nel 1772, può essere identificata con lo stretto sentiero che corre a nord di Orchard Cottage verso est in direzione di Wilsford. Ha preso il nome dal basso muro di cob che racchiude il giardino di Orchard Cottage a nord. Marden Manor sorge in un parco a ovest della strada all'ingresso del villaggio. The Green, che si trovava immediatamente a est di Manor, è menzionato per la prima volta nel 1566. Una parte fece parte del parco del maniero quando la casa fu costruita e i suoi terreni furono sistemati all'inizio del XIX secolo. Nello stesso periodo, i cottage che confinavano con Green furono probabilmente demoliti. Altri cottage che si affacciavano sulla strada sul lato est di Green furono sostituiti da altri in mattoni rossi all'inizio del XX secolo da George Harris, allora proprietario di Marden Manor. Una serie di cottage in mattoni del XVIII secolo con tetti di paglia confina con il lato est del cimitero. Un paio di cottage in mattoni, anch'essi con tetti di paglia, si trovano, di fronte a giardini, su una scarpata dietro l'ex scuola, e potrebbero essere state le case parrocchiali menzionate all'inizio del XIX secolo. A nord-est della chiesa, un cottage con struttura in legno del XVII secolo originariamente formava una serie di tre abitazioni. Si dice che una locanda Swan, menzionata nel 1670 e nel 1765, occupasse un cottage vicino alla chiesa. Il New Inn, un edificio di fine XIX secolo, si trova di fronte al vialetto d'accesso al mulino Marden. A sud del vicariato si trova una casa in mattoni di fine XVIII secolo con tetto di paglia che ha un'estensione in mattoni sul lato ovest che conferisce all'edificio una pianta a forma di T. The Grange si trova a sud, è stata ricostruita sul sito di una precedente casa con lo stesso nome dopo la seconda guerra mondiale. Il Manor Cottage, la casa colonica di Manor Farm, si trova sul lato est di Marden Street e risale ai primi anni del XIX secolo. Marden House Farmhouse, un edificio del XVIII secolo in mattoni a scacchi con un tetto in ardesia, si trova all'estremità sud-orientale di Marden Street.